# Christian Wollin
Christian Wollin, född i Simrishamn den 22 maj 1731, död under ett sjukbesök i Övraby prästgård den 7 september 1798, var en svensk läkare. Han var son till rådmannen Magnus Wollin (1698-1770) och Maria Mörk (död 1771). 
Wollin studerade i Skåne 1746, blev filosofie magister i Greifswald 1750, medicine doktor vid Lunds universitet 1760, professor i kemi där 1761. Han var rektor för universitetet 1765 och 1782. Wollin blev kunglig livmedikus 1762 och samma år inspektor för Västgöta nation i Lund och från 1768 inspektor i den av västgötar, östgötar och kalmariter sammanslagna Götiska nationen.